# Johann Van Zyl
Johann Van Zyl (Ciudad del Cabo, 2 de febrero de 1991) es un ciclista sudafricano.

## Palmarés
2013
- 1 etapa del Tour de Ruanda

2015
- 1 etapa de la Vuelta a Austria[2]

2016
- 3.º en el Campeonato de Sudáfrica Contrarreloj

## Resultados en Grandes Vueltas
Durante su carrera deportiva ha conseguido los siguientes puestos en las Grandes Vueltas:
| Carrera | Carrera         | 2013 | 2014 | 2015  | 2016 | 2017  | 2018  | 2019 | 2020 |
| ------- | --------------- | ---- | ---- | ----- | ---- | ----- | ----- | ---- | ---- |
|         | Giro de Italia  | —    | —    | —     | 79.º | 149.º | —     | —    | —    |
|         | Tour de Francia | —    | —    | —     | —    | —     | —     | —    | —    |
|         | Vuelta a España | —    | —    | 128.º | —    | —     | 122.º | —    | —    |

—: no participa

Ab.: abandono